# Mercedes-Benz W154
Mercedes-Benz W154 — гоночний автомобіль Гран-прі, розроблений Рудольфом Уленгаутом. W154 змагався у сезонах Гран-прі 1938 та 1939 років і був використаний Рудольфом Караччолою для перемоги на чемпіонаті Європи 1938 року.
W154 був створений в результаті зміни правила спортивним керівним органом AIACR, який обмежив об'єм двигуна з наддувом до 3000 см3. Попередній автомобіль Mercedes, наддувний 5700 см3 W125, після зміни правил не відповідав вимогам. Компанія вирішила, що новий автомобіль на базі шасі W125 і розроблений для відповідності новим правилам буде кращим від існуючого автомобіля.
Хоча з використанням тієї ж конструкції шасі, що і у автомобіля 1938 року, для сезону 1939 року використовувався інший кузов, а двигун M154, що використовувався протягом 1938 року, був замінений на M163. В результаті нового двигуна автомобіль 1939 року часто помилково називають Mercedes-Benz W163.